# 크리스티안 지메르만

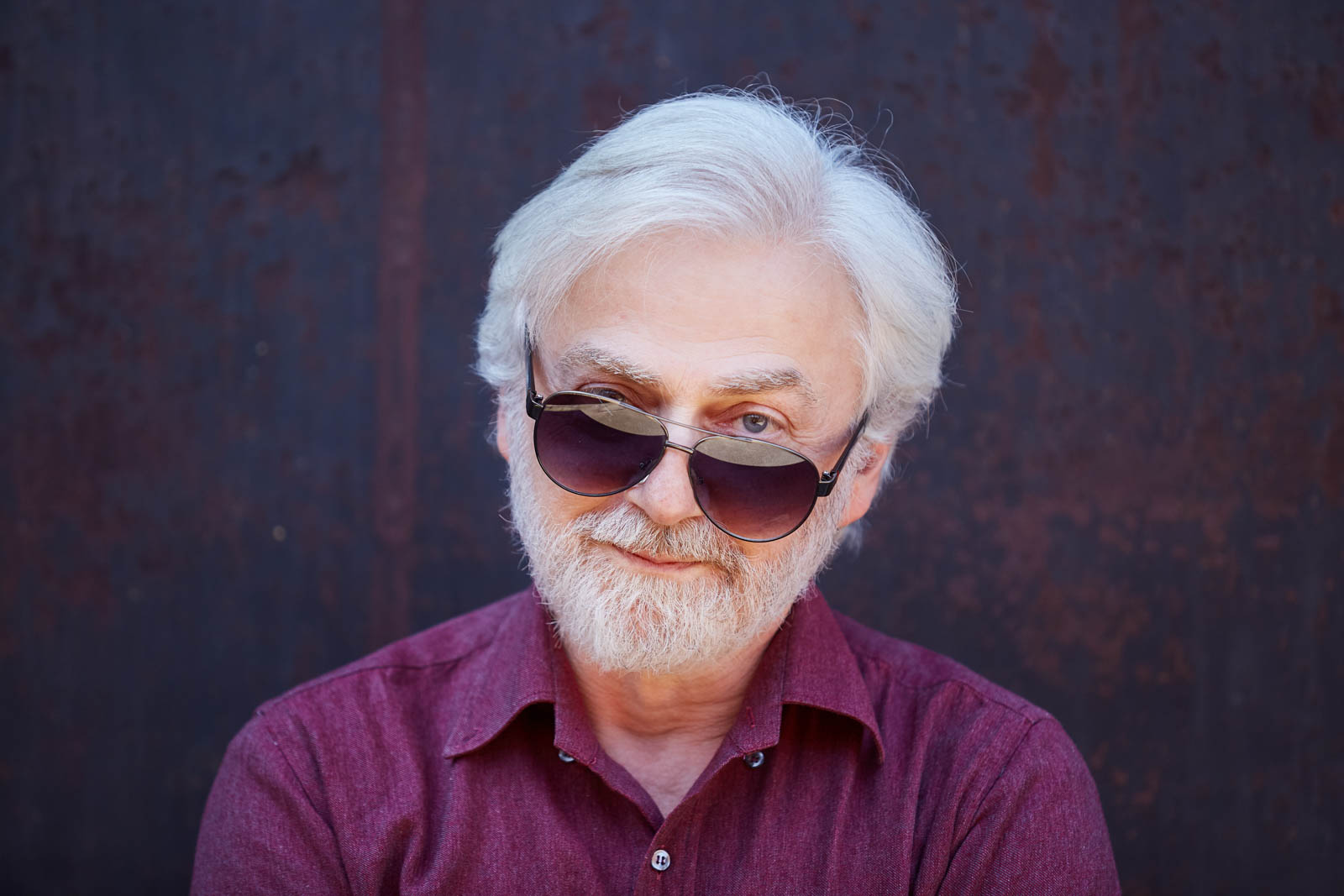

크리스티안 지메르만(폴란드어: Krystian Zimerman, 1956년 12월 5일 ~ )은 폴란드의 콘서트 피아니스트이자 지휘자로, 당대 최고의 피아니스트 중 한 명으로 알려져 있다. 1975년에는 IX 국제 쇼팽 피아노 콩쿠르에서 우승했다.
Zimerman은 폴란드 자브제에서 태어나 카토비체에서 공부했다. 그의 국제적인 경력은 1975년 바르샤바 쇼팽 피아노 콩쿠르에서 우승하면서 시작되었다. 그는 1976년 블롬슈테트가 지휘한 베를린 필하모닉과 함께 연주했다. 그는 1979년 뉴욕 필하모닉과 함께 미국에서 데뷔했다. 그는 광범위하게 여행했으며 많은 녹음을 했다. 1996년부터 그는 스위스 바젤에 있는 음악 아카데미에서 피아노를 가르쳤다. 1999년,  쇼팽의 서거 150주년을 기념하기 위해 폴란드 페스티벌 오케스트라를 창단했다. 보관됨 2020-08-15 - 웨이백 머신
낭만주의 음악에 대한 해석으로 가장 잘 알려져 있지만 다양한 클래식 작품을 연주했으며 현대 음악의 후원자이다. 루토스와프스키는 지메르만을 위해 피아노 협주곡을 작곡했다. 그의 가장 잘 알려진 녹음 중에는 레너드 번스타인과의 브람스 피아노 협주곡, 쇼팽의 피아노 협주곡, 베토벤 피아노 협주곡 3, 4, 5번, 라흐마니노프의 첫 번째 및 두 번째 피아노 협주곡 ; 오자와 세이지와의 리스트 피아노 협주곡, 피에르 불레즈와의 라벨의 피아노 협주곡, 쇼팽, 리스트, 드뷔시, 슈베르트의 피아노 독주 작품 등이 있다.

## 같이 보기
- 아르투르 루빈스타인